# Giuliana i Bill

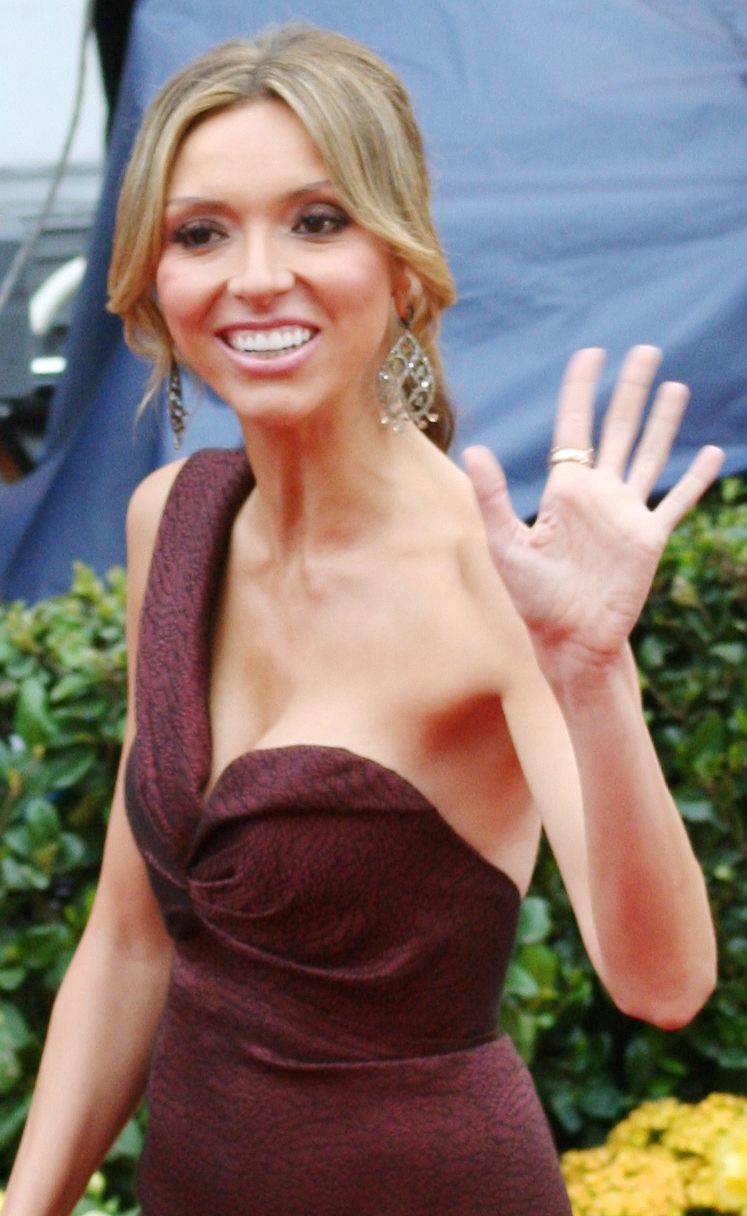
Giuliana na gali Oscarów w 2009

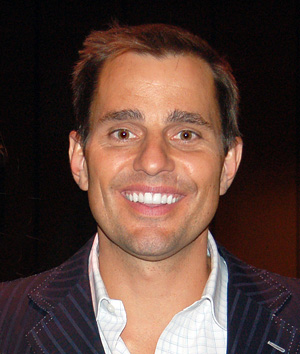
Bill na konferencji biznesowej w Rogers, sierpień 2010

Giuliana i Bill (ang. Giuliana and Bill) – amerykański reality show wyemitowany po raz pierwszy na kanale Style Network 5 sierpnia 2009 roku.
Program pokazuje codzienne życie prezenterki kanału E! Giuliany Rancic i jej męża Billa Rancic, amerykańskiego przedsiębiorcy, który wygrał pierwszy sezon programu The Apprentice. 11 października 2010 rozpoczęto emisję trzeciego sezonu show w Stanach Zjednoczonych.

## Występują
- Giuliana Rancic (ur. 17 sierpnia 1974 w Neapolu) – amerykańska prezenterka, prowadzi program E! News na kanale E!.
- Bill Rancic (ur. 16 maja 1971 w Chicago) - przedsiębiorca, który wygrał pierwszą edycję programu The Apprentice.

## Odcinki

### Sezon 1
| N/o | Tytuł odcinka         | Polski tytuł                          | Premiera amerykańska | Opis odcinka |
| --- | --------------------- | ------------------------------------- | -------------------- | --- |
| 1   | Home Sweet Home       | Wszędzie dobrze, ale w domu najlepiej | 5 sierpnia 2009      | Giuliana i Bill przygotowują się do przeprowadzki do nowego domu w Chicago. Giuliana przeprowadza wywiady z laureatami Teen Choice Awards. |
| 2   | Suburbs or the City   | Przedmieścia czy centrum?             | 12 sierpnia 2009     | Bill postanawia sprzedać dom, który razem z Giulianą przez rok remontowali. Czeka ich kolejna przeprowadzka.                               |
| 3   | An Italian Homecoming | Wieczór Giuliany                      | 19 sierpnia 2009     | Giuliana odnawia kontakty ze swoimi przyjaciółkami. Bill pomaga bratanicy Giuliany założyć własną firmę.                                   |
| 4   | Jet Set Jitters       | Strach przed lataniem                 | 26 sierpnia 2009     | Giuliana postanawia stawić czoła fobii latania samolotem. Bill włącza Giulianę do swojej ekipy.                                            |
| 5   | Giuliana's Night Out  | Nauka włoskiego                       | 2 września 2009      | Giuliana dostaje zaproszenie ze swojej starej szkoły a Bill próbuje uczyć się włoskiego.                                                   |
| 6   | California Dreamin'   | Kalifornijskie marzenia               | 9 września 2009      | Giuliana robi wszystko, aby Bill pokochał Los Angeles. Matthew wyjeżdża na wakacje i Giuliana pracuje z jego zastępcą.                     |
| 7   | Cooking Up Trouble    | Lekcje gotowania                      | 16 września 2009     | Giuliana postanawia, że musi wreszcie nauczyć się gotować.                                                                                 |
| 8   | Surprise              | Urodziny Billa                        | 23 września 2009     | Giuliana chce zorganizować Billowi urodzinową imprezę, ale Bill woli nie pamiętać, ile ma lat.                                             |
| 9   | And So It Is          | Kuracja oczyszczająca                 | 30 września 2009     | Giuliana spędza weekend z Colet. Bill jedzie z kolegami do Las Vegas.                                                                      |
| 10  | I Do, Take Two        | Do ślubu trzeba dwojga                | 7 października 2009  | Giuliana i Bill uświadamiają sobie, że ich małżeństwo nie jest ważne w Stanach Zjednoczonych.                                              |

### Sezon 2
Emisję drugiego sezonu w Polsce telewizja E! rozpoczęła 20 października 2010.
| N/o | Tytuł odcinka          | Polski tytuł          | Premiera amerykańska | Opis odcinka |
| --- | ---------------------- | --------------------- | -------------------- | --- |
| 1   | Home Sweet Home        | Opiekunowie do dzieci | 3 stycznia 2010      | Giuliana i Bill opiekują się 11-miesięcznym dzieckiem. Giuliana przygotowuje się do uroczystości rozdania nagród Emmy.                                |
| 2   | Operation Ovulation    | Operacja "Owulacja"   | 10 stycznia 2010     | Giuliana i Bill z lekarzem opracowują harmonogram działań, które pomogą Giulianie zajść w ciążę. Kiedy nadchodzi właściwy dzień, Billa nie ma w domu. |
| 3   | Family Matters         | Rodzinne sprawy       | 17 stycznia 2010     | Giuliana i Bill jadą do Maryland, aby wziąć udział w 10-kilometrowym biegu ku pamięci ojca Billa.                                                     |
| 4   | Child's Play           |                       | 24 stycznia 2010     | |
| 5   | Couple's Retreat       |                       | 14 lutego 2010       | |
| 6   | Made in Hong Kong'     |                       | 21 lutego 2010       | |
| 7   | Make Room for Giuliana |                       | 28 lutego 2010       | |
| 8   | Maybe... Baby?         |                       | 15 marca 2010        | |